# Commandos: Za linią wroga
Commandos: Za linią wroga (Commandos: Behind Enemy Lines) – komputerowa strategiczna gra czasu rzeczywistego w realiach II wojny światowej, wyprodukowana przez hiszpańskie studio Pyro Studios i wydana w 1998 roku przez Eidos Interactive. Jest to pierwsza część serii gier komputerowych Commandos.
Gracz przejmuje w niej kontrolę nad oddziałem brytyjskich komandosów, sabotujących niemieckie obiekty i instalacje. Mają oni typowe wyłącznie dla nich umiejętności, a ukończenie misji wymaga ścisłej współpracy między nimi. Commandos posiada grafikę dwuwymiarową w rzucie izometrycznym, która została użyta w następnych grach strategicznych z serii.
Gra została pozytywnie przyjęta przez krytyków. Chwalono oprawę audiowizualną i nowatorski sposób rozgrywki, natomiast krytykowano zbyt wysoki poziom trudności.

## Fabuła

### Bohaterowie
W grze gracz przejmuje kontrolę nad sześcioma żołnierzami brytyjskich sił specjalnych, którzy uczestniczą w akcjach dywersyjnych przeciwko III Rzeszy podczas II wojny światowej. Każdy z nich ma odrębną charakterystykę.
- Jack O’Hara (Zielony Beret)[a] – irlandzki żołnierz w służbie British Army. Wstąpił do komandosów, aby sąd wojskowy umorzył mu karę robót przymusowych za pobicie oficera[13].
- Samuel Brooklyn (Kierowca)[b] – amerykański przestępca, który w obawie przed schwytaniem przez władze federalne zbiegł do Wielkiej Brytanii i wstąpił do British Army[14].
- James Blackwood (Płetwonurek) – australijski żołnierz wykształcony na Oksfordzie jako inżynier marynarki, zdegradowany za wszczęcie bójki w pubie. Dołączył do komandosów jako prosty żołnierz[15].
- Thomas Hancock (Saper) – brytyjski żołnierz urodzony w Liverpoolu, specjalista od materiałów wybuchowych. Zgłosił się na ochotnika do komandosów[16].
- Sir Francis T. Woolridge (Snajper) – Brytyjczyk z tytułem szlacheckim urodzony w Sheffield, który wstąpił do sił Commando. Specjalista od broni wyborowej[17].
- Rene Duchamp (Szpieg) – członek francuskiego ruchu oporu, były szef bezpieczeństwa we francuskiej ambasadzie w Berlinie, gdzie uzyskał cenną wiedzę o członkach Naczelnego Dowództwa Sił III Rzeszy. Dołączył do Resistance, gdy Niemcy zamknęli ambasadę[18].

### Streszczenie
Akcja gry rozpoczyna się 20 lutego 1941 roku, kiedy brytyjscy komandosi przybywają do Norwegii z zadaniem sabotażu kluczowych obiektów przemysłowych należących do Niemców. Misja ta trwa do lutego 1942 roku, a w trakcie niej żołnierze brytyjscy niszczą między innymi obiekty radiostacji, tamę, sztab niemiecki oraz niemieckie okręty podwodne.
W październiku 1942 roku komandosi zostają wysłani do Afryki Północnej. Wykonują tam takie zadania, jak detonacja cystern z paliwem, zniszczenie zaopatrzenia w niemieckiej bazie wojsk pancernych oraz uwolnienie przetrzymywanych przez Afrika Korps więźniów. Ich misja kończy się w marcu 1943 roku.
W maju 1944 roku komandosi zostają oddelegowani do Francji, gdzie również dokonują akcji sabotażowych, na przykład zniszczenia pancernika w Hawrze, detonacji dział przybrzeżnych na plaży Juno oraz zabójstwa niemieckiego generała. Ostatnia kampania wojenna komandosów ma miejsce na terenach Belgii, Holandii i Niemiec. Żołnierze Commando między innymi uwalniają wówczas przywódcę francuskiego ruchu oporu, a ich działania wojenne kończy detonacja rakiet V2 w lutym 1945 roku.

## Rozgrywka
Misje w grze Commandos: Za linią wroga rozgrywane są na mapie taktycznej. Gracz kieruje niewielką, liczącą do sześciu osób liczbą ludzi o specjalnych umiejętnościach (pełną kontrolę nad wszystkimi żołnierzami można przejąć dopiero w ostatniej misji). Utrata któregokolwiek z nich uniemożliwia wykonanie kolejnych misji, a do sukcesu wymagana jest ścisła współpraca komandosów.
Kierowani komandosi mają ściśle określony zakres umiejętności. Zielony Beret może zabijać Niemców za pomocą noża, przenosić ciała oraz ukrywać się w śniegu lub piasku przed wrogimi strażnikami. Kierowca jest wprawiony w użytkowaniu pistoletów maszynowych, pojazdów wroga oraz stanowisk ciężkich karabinów maszynowych. Płetwonurek ma możliwość pływania pod wodą, transportowania innych żołnierzy za pomocą pontonu oraz obsługiwania łodzi. Saper potrafi ciąć drut kolczasty, zastawiać pułapki na wrogich strażników i obsługiwać ładunki wybuchowe oraz granaty. Snajper może zabijać wrogów za pomocą karabinu wyborowego. Natomiast Szpieg potrafi przebierać się za oficera, dzięki czemu może zwrócić na siebie uwagę wrogich żołnierzy. Wszyscy komandosi posiadają pistolet do obrony przed wrogami.
Wrogowie posiadają sztuczną inteligencję. Niektórzy patrolują okolicę, poruszając się po stałym torze, inni zaś stoją jako straż. Mają określone pole widzenia, dzielące się na dwa rodzaje. Dalsze pole obrazuje, z jak dużej odległości Niemcy mogą zobaczyć komandosa znajdującego się w pozycji stojącej. Bliższe pokazuje, z jakiej odległości mogą dostrzec żołnierza kierowanego przez gracza, będącego w pozycji leżącej. Jeżeli wrogowie dostrzegą komandosów w swoim polu widzenia, podbiegają do nich, ostrzeliwują ich i alarmują pozostałych Niemców. Tak samo dzieje się, gdy usłyszą strzał w małej odległości bądź wybuch, a także gdy zauważą zwłoki własnych żołnierzy. Niemcy mogą nakazać komandosowi zatrzymanie się (wtedy zabierają go do więzienia) lub zabić go na miejscu.
Komandosi kierowani przez gracza reagują tylko na jego rozkaz – nie mogą samodzielnie bronić się przed atakującymi ich Niemcami. Zadaniem gracza jest zatem omijanie bądź cicha eliminacja przeciwników w celu wykonania wytycznych misji. Możliwe jest dodatkowo podzielenie ekranu w celu śledzenia ruchu pojedynczego strażnika niemieckiego.
Kampania zawiera 20 misji rozgrywanych w Norwegii, Afryce Północnej, Francji i Niemczech. Celem misji jest najczęściej destrukcja wrogich obiektów przemysłowych lub wojskowych. Niekiedy trzeba wykonywać zadania związane z ratowaniem żołnierzy oraz działaczy podziemia.
Oprócz kampanii występuje w grze tryb gry wieloosobowej. W rozgrywce wieloosobowej może wziąć udział do 6 osób połączonych przez protokół TCP/IP lub przez Internet. Polega ona na rozgrywaniu misji z kampanii w trybie współpracy – każdy gracz dostaje określoną liczbę komandosów, którymi może kierować, a zależy ona od liczby grających osób. Rozgrywaną misję można zapisać w dowolnym momencie.

## Odbiór gry
Gra spotkała się głównie z pozytywnym przyjęciem przez recenzentów. Według agregatora GameRankings średnia ocen gry z anglojęzycznych czasopism i stron internetowych wynosi 81%. Według niemieckiej PC Games Database średnia ocen wystawionych przez niemieckie czasopisma wyniosła 87,5%.
Trent C. Ward z portalu IGN pisał, że gra stanowi dla strategii nowość taką jak Rainbow Six wśród strzelanek pierwszoosobowych. Chwalił sztuczną inteligencję Niemców. Z kolei Greg Kasavin z portalu GameSpot zachwycał się izometryczną grafiką, projektem poziomów i wybuchami obiektów na mapie. Podobnie pozytywnie ocenił oprawę graficzną Greg Ingram z pisma „Computer Games Magazine”. Steve Owen z pisma „PC Gamer” pisał: „Nie można zaprzeczyć, że Commandos jest grą oryginalną i bardzo wymagającą”.
Wśród wad najczęściej wymieniano wysoki poziom trudności. Recenzent z pisma „PC Zone” nazwał ją „idealną grą dla cierpiących na bezsenność”. Rafael Stark z hiszpańskiego portalu MeriStation skrytykował też ubogie udźwiękowienie oraz powtarzalną muzykę. Porównując rodzimą produkcję z turową grą taktyczną Jagged Alliance, stwierdził: „Commandos jest lepszy we wszystkim, z wyjątkiem dźwięku”. Z rozczarowaniem przyjęto także tryb gry wieloosobowej. Ponadto Peter Olafson z pisma „GamePro” zwrócił uwagę na zbyt niski zakres umiejętności komandosów, z których tylko jeden potrafi rzucać granatami czy też płynąć łódką. Ponadto Steve Owen zwrócił uwagę na to, że żołnierze strzelają jedynie w pozycji stojącej, co wystawia ich na widok nieprzyjaciela.
W Niemczech gra Commandos: Za linią wroga ze względu na występowanie symbolu swastyki trafiła 24 czerwca 1999 na indeks BPjM i w wersji niemieckiej została ocenzurowana. Otrzymała zarazem w 1999 roku dwie nagrody: Złotą i Platynową, przyznane przez organizację VUD (Verband der Unterhaltungssoftware Deutschland) za sprzedaż powyżej 200 tysięcy egzemplarzy w Niemczech, Austrii i Szwajcarii. Na całym świecie, do końca 2000 gra Commandos została sprzedana w liczbie miliona egzemplarzy.

## Rozszerzenie
W roku 1999 ukazało się rozszerzenie gry nazwane Commandos: Beyond the Call of Duty (w Polsce Commandos: Zadania specjalne), które zawierało pakiet nowych misji.